# Palacio del Marqués de la Scala
El palacio del Marqués de la Scala, sito en la plaza de Manises número 3 de la ciudad de Valencia (España), fue construido en el siglo XVI, aunque en el siglo XVII y XVIII sufrió notables transformaciones, mezclando el gótico valenciano, el renacimiento y el barroco. Es Bien de Interés Cultural desde 1948.

## Descripción
En realidad, el edificio está formado por dos mansiones señoriales cuyos patios están unidos, presentando un doble portal. Todavía persisten los cuatro niveles típicamente góticos: semisótano, entresuelo, piso principal y galería superior, a pesar de la reformada fachada con grandes balcones en la planta principal y galería superior, propios del siglo XVIII. Otro interesante y casi único elemento conservado entre los palacios valencianos es la torre cuadrangular rematada con bolas.
La puerta principal es adintelada, de piedra, en tanto que la fachada es de ladrillo enfoscado, así como la galería con arquillos renacentistas que corona el edificio.
En el interior encontramos un amplio zaguán con techumbre plana de grandes vigas, que da paso, mediante un arco rebajado, a un patio cuadrado que en la galería interior de la parte alta se ochava sobre pechinas, dos de ellas de madera labrada en muzárabe por enlazar con la techumbre de la escalera.
En algunos elementos del patio y en el trazado de la primera escalera colgada se aprecia la influencia gótica y la factura renacentista especialmente su pétrea baranda con balaustres moldurados, y motivos vegetales goticistas. La techumbre es de madera en estilo de alfarje con casetones octogonales de reminiscencia morisca. La otra escalera de honor es del siglo XVIII, bajo cúpula ovalada que estuvo pintada al fresco.
En el piso principal, grandes salones con artesonados de casetones, azulejos y puertas de valor histórico añaden más solera al palacio, cuya importancia llegó a ser mayor que la de la propia Generalidad, antes de que esta se restaurara.
En relación con el Palacio del Marqués de la Scala se halla el deseo de declarar conjunto histórico-artístico la Plaza de Manises por concurrir en ella, aparte de la Generalidad y el monumento que nos ocupa, la Bailía, de la que se trata en otro lugar, y la casa de Vallier, notable ejemplo de la arquitectura de ascendencia italiana de los siglos XIX y XX hoy también en restauración, sin descontar el sencillo homenaje a la "raza española" de Pío Mollar Franch que bajo la efigie de un conquistador, descansa sobre columna renacentista procedente del antiguo hospital.